# Штуцман, Мэтт
Мэтт Шту́цман (род. 10 декабря 1982 в Канзас-Сити) — американский лучник-паралимпиец. Чемпион Паралимпийских игр-2024 в Париже, серебряный призёр Паралимпийских игр-2012 в Лондоне.
Родился в Канзас-Сити (штат Канзас) без обеих рук, однако научился использовать для всего, что делают обычные люди, свои ноги. Живёт в Фэйрфилде, округ Джефферсон, штат Айова. Женат, воспитывает двух сыновей.
Штуцману принадлежит мировой рекорд дальности прицельной стрельбы из лука (210 м).
По состоянию на 30 октября 2013 года занимал первую строчку в рейтинге Мировой федерации лучников.